# زاهنيتكيف (أوديسكا)
زاهنيتكيف (Загнітків) هي مدينة في مقاطعة أوديسكا في أوكرانيا.
يبلغ عدد سكانها حوالي 2910   نسمة.